# Váza

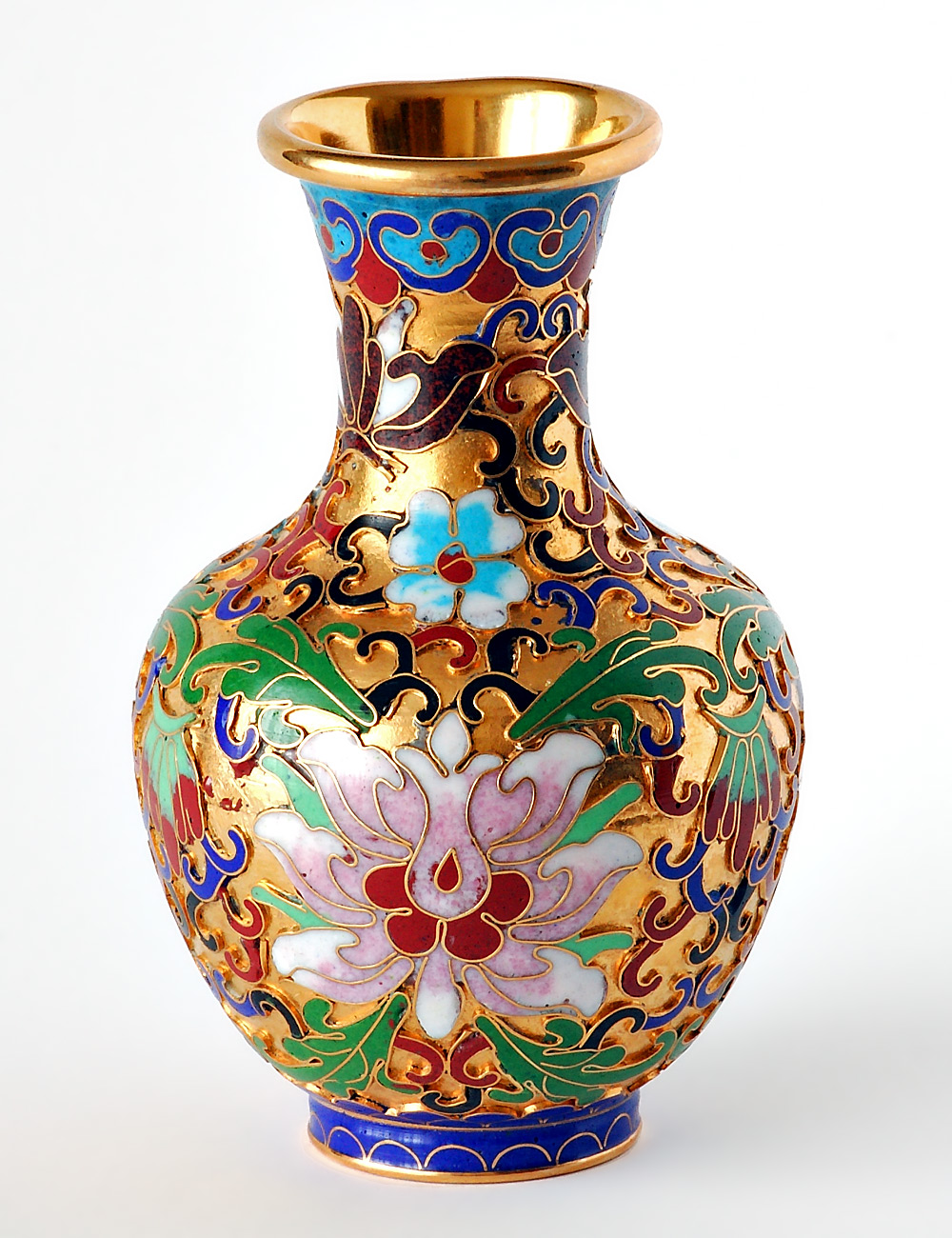
Ukázka dekorační čínské vázy

Váza (fr. vase [váz], z lat. vas, nádoba) je ozdobná nádoba, která má horní stranu nezakrytou. Do vázy naplněné vodou se vkládají řezané květiny či slouží jako dekorační prvek v interiéru. Vyrábí se v nepřeberném množství tvarů z nejrozmanitějších materiálů – nejčastěji z porcelánu, keramiky, kovů, skla aj. Často je dekorována složitými vzory podle nejrůznějších námětů.
Váza se skládá z několika částí: spodek tvoří ploché dno, které umožňuje váze stát bezpečně na rovném povrchu. Druhou částí je tělo vázy, kterým je buď válcového průměru, anebo se jedná o vypouklý tvar podobný deformované kouli, který je určen pro uchovávání tekutiny. Směrem k hrdlu vázy se její průměr zmenšuje a zužuje, od poloviny hrdla dochází v některých případech k opětovnému rozšiřování; některé tvary hrdlo nemají. Okraj, jímž je váza nahože zakončena, může být hladký, ale i různě profilovaný či zvlněný ap.
Noční váza je ironické označení pro nočník.